# Третье прусское восстание
Третье прусское восстание (пол. III powstanie pruskie) — восстание прусских племен надровов, скаловов и судавов против владычества Тевтонского ордена в 1275—1283 годах.

## Подчинение Надровии
В 1274 году Тевтонский орден при поддержке европейских крестоносцев подавил Второе прусское восстание (1260—1274) и окончательно подчинил своей власти племена бартов, самбов, погезан, натангов и вармийцев. После этого ландмейстер Тевтонского ордена в Пруссии Конрад фон Тирберг Старший возглавил наступление на Надровию. Первоначально самбийский фогт Дитрих фон Лиделау предпринял два похода против надровов. Во время первого похода он разорил волость Ретов и взял штурмом два прусских замка, перебив и взяв в плен их жителей. Во время второго похода Дитрих фон Лиделау вторгся в волость Каттов, где осадил, взял штурмом и сжег замок Отолихию. Крестоносцы убили всех мужчин, а женщин и детей взяли в плен. В 1275 году Конрад фон Тирберг во главе большого войска опустошил Надровию. Крестоносцы осадили замок Каменисвике, который защищал гарнизон из двухсот воинов. Рыцари взяли замок штурмом и перебили всех мужчин, а женщин и детей взяли в плен. Надровы вынуждены были подчиниться власти Тевтонского ордена, только небольшая часть жителей переселилась в владения Великого княжества Литовского.

## Подчинение Скаловии
После подчинения Надровии тевтонские рыцари-крестоносцы обрушились на соседнюю Скаловию. В 1277 году по приказу магистра самбийский фогт Дитрих фон Лиделау с орденским войском совершил первый поход на Скаловию, где осадили и взял штурмом их замок Раганита. Затем Дитрих предпринял новый поход против скаловов, где осадил и взял штурмом замок Рамига, который был разрушен. В ответ скаловы организовали нападение на пограничные орденские владения. Скаловы (400 воинов) осадили и взяли штурмом орденский замок Лабиау, где перебили всех мужчин, а женщин и детей взяли в плен. Тогда ландмейстер Тевтонского орден Конрад фон Тирберг с большим войском полностью опустошил Скаловию. Крестоносцы «прошли по ней с огнем и мечом от конца и до конца в той части, что прилегает к земле Прусской». Они перебили и захватили в плен многих жителей. Вождь скаловов Стинегота, собрав силы, отправился в погоню за крестоносцами. Но ландмейстер, устроив засады, смог разбить войско скаловов. Вскоре Конрад фон Тирберг повторил поход на Скаловию. Крестоносцы осадили замок скаловов Сассовия, который был взят штурмом и сожжен. Часть жителей была взята в плен, а остальные убиты. Лидеры скаловов Субранч, Свисдета и Сурдета со своими семьями и подданными приняли христианство и признали власть Тевтонского ордена.
В 1275 году погезане выступили против Тевтонского ордена и захватили в плен комтуров крепостей Эльблонг и Христбург. Самбы, натанги и вармийцы не поддержали выступление погезан. Ландмейстер Конрад фон Тиберг предпринял большой карательный поход на Погезанию. «Братья вторглись в землю Погезании и, убив без числа мужчин и опустошив землю огнем и мечом, увели в плен женщин и детей». Осенью того же года рыцари совершили второй поход на Погезанию. Они опустошили Погезанию огнем и мечом, взяли в плен и убили большую часть жителей. Только немногие из погезан спаслись и переселились в литовские владения, где были поселены в окрестностях Гродно.

## Судавия
В октябре 1277 года вождь судавов Скуманд организовал большой опустошительный поход на владения Тевтонского ордена. Во главе четырехтысячного войска судавов и вспомогательных сил литовцев Скуманд обрушился на Кульмскую землю. Судавы и литовцы опустошили и разорили окрестности замков Пловиста, Редина, Липа, Вельсайса, Турница, Племента, Грауденца, Мариенвердера, Зантира и Христбурга, захватив и перебив большое количество местных жителей. Ландмейстер Конрад фон Тирберг предпринял ответный поход на Судавию. Орденское войско (в том числе 1500 всадников) разорило волость Кименов, где крестоносцы перебили большое количество местных жителей и взяли в плен тысячу человек. Судавы собрали 3-тысячное войско и стали преследовать противника, но были разбиты крестоносцами. Вскоре Конрад фон Тирберг предпринял новое вторжение в Судавию. Крестоносцы опустошили «огнем и мечом» волость Меруниска, где убили 18 племенных вождей этой волости. Рыцари убили и взяли в плен 600 человек. Судавы предприняли ответный рейд на Натангию, но были разбиты крестоносцами. Многие из них были убиты, а другие отступили.
В 1279 году после смерти Конрада фон Тирберга Старшего новым ландмейстером Тевтонского ордена был избран Конрад фон Фейхтванген (1279—1280), который занимал эту должность в течение года. По приказу нового магистра Конрад фон Тирберг Младший, маршал ордена, предпринял поход на Судавию. Крестоносцы опустошили «огнем и мечом» волость Покима, взяли в плен и убили многих людей.
В 1280 году новым ландмейстером Тевтонского ордена в Пруссии был избран Мангольд фон Штернберг (1280—1283), ранее занимавший должность комтура в замке Кёнигсберг. В начале его правления судавы в союзе с литовцами совершили разорительный поход на Самбию. В это же время комтур Тапиова Ульрих Баувар со своими силами совершил ответный рейд на Судавию. Крестоносцы взяли в плен и убили 150 человек. Комтур Тапиова погиб в боях с судавами.
В 1280 году крестоносцы основали замок Мариенбург. Вскоре ландмейстер Тевтонского ордена Мангольд фон Штернберг, собрав большие силы, предпринял поход на Судавию (Ятвягию). Крестоносцы «огнем и мечом» опустошили волость Красиму. Во время похода тевтонцы сожгли дом крупного вождя Скуманда, взяв в плен и убив 150 человек. Вождь судавов Скуманд, правивший в волости Красима, не мог дальше сопротивляться наступлению крестоносцев и вместе с семьей и вассалами переселился в Великое княжество Литовское. Через некоторое время Скуманд вернулся из Литвы в свои владения. Тевтонские крестоносцы продолжили совершать набеги на владения Скуманда, который вынужден был вместе с семьей и слугами принять христианство, подчинившись Тевтонскому ордену.
Вскоре орденский маршал Конрад фон Тирберг Младший с большим войском совершил разорительный поход на Судавию. Крестоносцы опустошили волость Силию. «Там все сооружения упомянутой волости они превратили в пепел, убив одного нобиля по имени Вадоле, тамошнего вождя, и многих других, забрали бесчисленную добычу».
В 1283 году новым ландмейстером Тевтонского ордена в Пруссии был избран Конрад фон Тирберг Младший. Зимой того же года литовцы (800 всадников) вторглись по Нерии Куршской в Самбию, где опустошили волости Абенду и Побету, убив 150 человек. Ландмейстер Конрад фон Тирберг Младший построил на Нерии Куршской замок Нейхауз, который должен был прикрывать набеги литовцев в Самбию. Летом 1283 года Конрад фон Тирберг с большими силами предпринял новый поход на Судавию. В своём продвижении войска не встречали сопротивления. Рыцарь Людвиг фон Либенцель, попавший в плен к судавам, сумел подружиться с местным вождём Кантегердом и убедил его и его людей принять крещение. В результате 1600 судавов во главе с Кантегердом добровольно сдались тевтонцам и были расселены в Самбии. Ландмейстер опустошил волость Кименов. Крестоносцы осадили и захватили одноименный замок судавов в этой волости. Местные жители получили право на свободный проход в Самбию, но по пути убили орденского проводника и бежали в ВКЛ.
Судавский вождь из волости Кименова, Йедет, «не смог больше выносить столь частых и суровых нападений братьев», вместе с семьей и слугами (1500 человек) прибыл в орденские владения и принял христианство. Но другой вождь Судавии, Скурдо, «презирая истинную веру», со своими людьми переселился в Великое княжество Литовское. Судавия (Ятвягия) опустела, став полосой дикой и безлюдной земли, прикрывавшей Мазовию, Пруссию и Волынь от набегов литовцев.
В 1283 году Тевтонский орден окончательно завоевал и подчинил своей власти все прусские племена. «В год от Рождества Христова 1283, в то время, когда от начала войны с народом пруссов протекло уже 53 года и все народы в упомянутой земле были побеждены и уничтожены, так что не уцелело ни одного, который был смиренно не склонил выю свою пред священной Римской церковью, вышеупомянутые братья дома Тевтонского начали войну с тем народом, могучим и упрямым и закаленным в сражениях, который был ближайшим к земле Прусском и жил за рекой Мемелем в земле Литовской…»